# Pontificia Universidad Católica de Campinas
La Pontificia Universidad Católica de Campinas ( PUC-Campinas ) es una universidad privada católica brasileña. Dividida en dos campi, es la segunda más grande y relevante institución de enseñanza superior de la ciudad de Campinas. Según el ranking de universidades de la Folha de São Paulo, la institución figuraba entre las 100 mejores del país, destacándose fundamentalmente en los cursos de derecho, economía y filosofía. 
Fundada en 1941, es la más antigua universidad del interior del Estado de São Paulo. Ofrece a sus estudiantes pregrados, posgrados, y programas de maestría y doctorado en todas las áreas del conocimiento. 